# Paratarvaia seta
Paratarvaia seta är en rundmaskart som beskrevs av Christian Wieser och Stephen Donald Hopper 1967. Paratarvaia seta ingår i släktet Paratarvaia och familjen Axonolaimidae. Inga underarter finns listade i Catalogue of Life.